# لوسیانو فونسکا
لوسیانو فونسکا (به پرتغالی: Luciano Perazzolo Simonetto Fonseca) هافبک اهل برزیل است که در شهر کاشیاس دو سو و در تاریخ ۱۱ مهٔ ۱۹۷۹ به دنیا آمده‌است.
لوسیانو فونسکا در تیم‌های فوتبال Juventude سابقهٔ حضور دارد.